# گوتزن بورگلوم
گوتزِن بورگلوم (انگلیسی: Gutzon Borglum؛ ۲۵ مارس ۱۸۶۷ – ۶ مارس ۱۹۴۱) یک مجسمه‌ساز و نقاش دانمارکی‌الاصلِ اهل ایالات متحده آمریکا بود.
از مشهورترین آثار او می‌توان به این موارد اشاره کرد:
- کنده‌کاریِ چهرهٔ ۴ رئیس‌جمهور ایالات متحده آمریکا در کوه راشمور در ایالت داکوتای جنوبی
- کنده‌کاری‌های مشهور بر روی یک مونادنوک، موسوم به «استون ماونتین» (کوه سنگی) واقع در «استون مونتین، جورجیا»
- یک مجسمه سنگی از سرِ آبراهام لینکلن که نخستین بار در کاخ سفید تئودور روزولت به نمایش درآمد و اینک در کاخ کنگره آمریکا نگهداری می‌شود.

همچنین مجسمهٔ «ارتشبد فیلیپ شرایدن» در واشینگتن، دی.سی.، مجسمهٔ «هوانورد» در محوطهٔ «دانشگاه ویرجینیا» در «شارلوتزویل، ویرجینیا»، مجسمهٔ «جان ویلیام مک‌کی» در جلوی «دانشکدهٔ مهندسی و زمین‌شناسی مک‌کی» در «دانشگاه نوادا در رینو»، مجسمهٔ یادبود «سربازان کارولینای شمالی» در جریان «نبرد گِتیزبـِرگ» در جنوب «پنسیلوانیا» و «فواره‌های یادبود ناتانیل ویلر» واقع در «بریجپورت، کنتیکت» از دیگر آثار گوتزِن بورگلوم هستند.
وی یکی از نویسندگانِ «پیش‌نویسِ اعلامیهٔ استقلال چکسلواک» بود که در واشینگتن، دی.سی. نگاشته شد و به همین دلیل، گاهی از آن با عنوانِ «اعلامیهٔ واشینگتن» یاد می‌شود.
گوتزن بورگلوم در عین حال، یکی از اعضای برجستهٔ «کو کلاکس کلانها» بود.

## نگارخانه

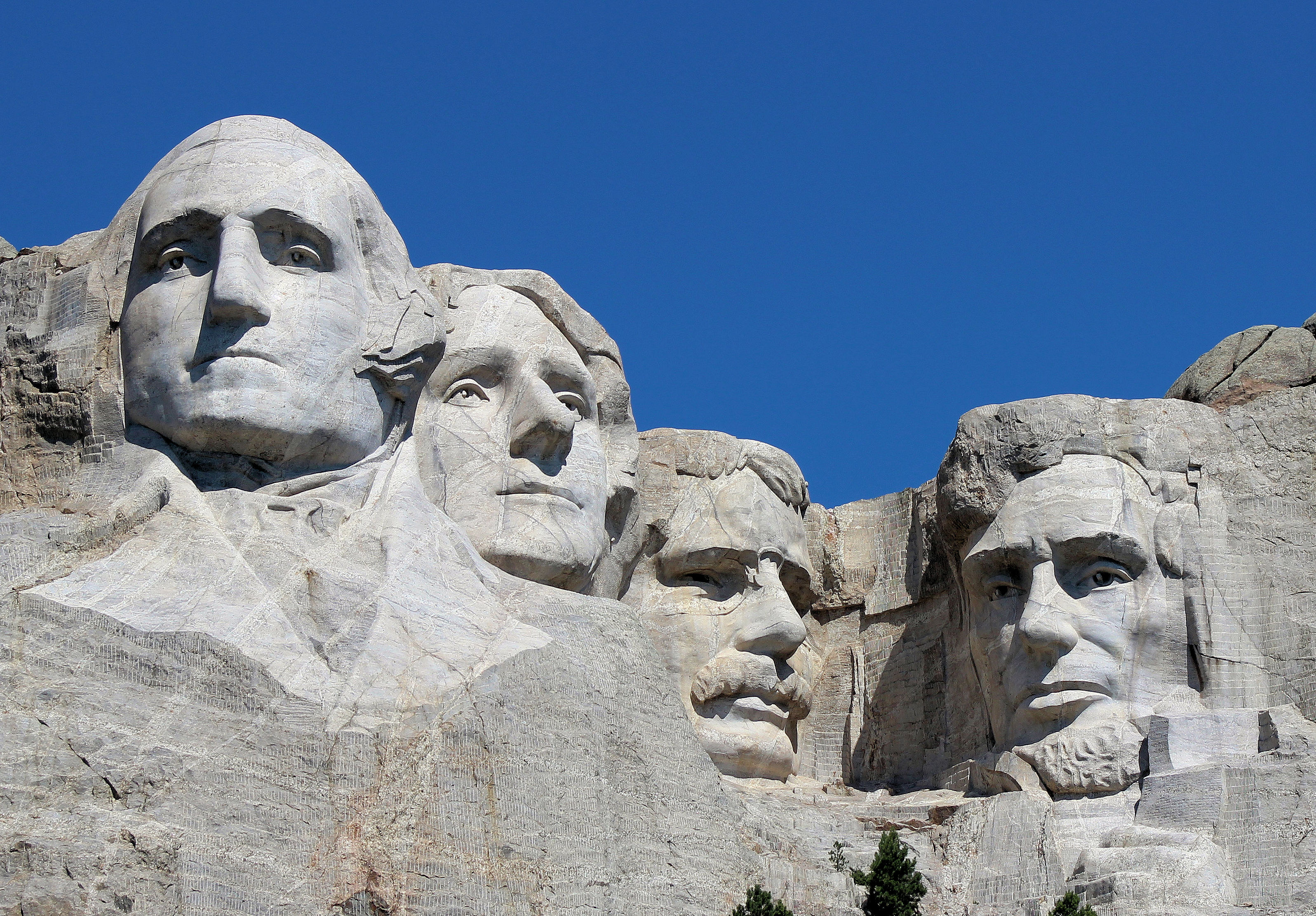
یادبود ملی کوه راشمور در رشته‌کوه‌های «بلک هیلز» در داکوتای جنوبی
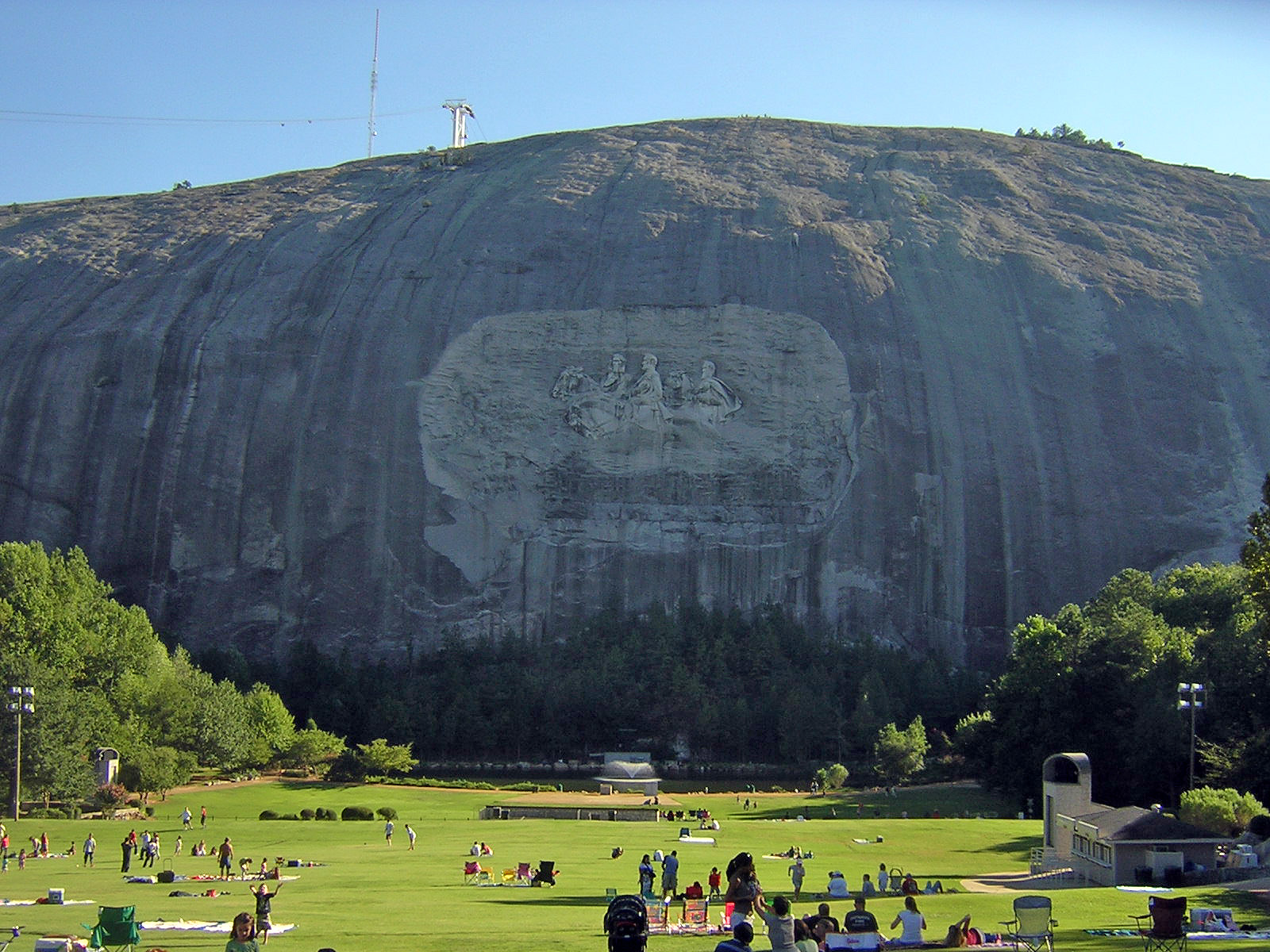
کنده‌کاری‌های «استون ماونتین» (کوه سنگی) واقع در استون مونتین، جورجیا (در نزدیکی آتلانتا)
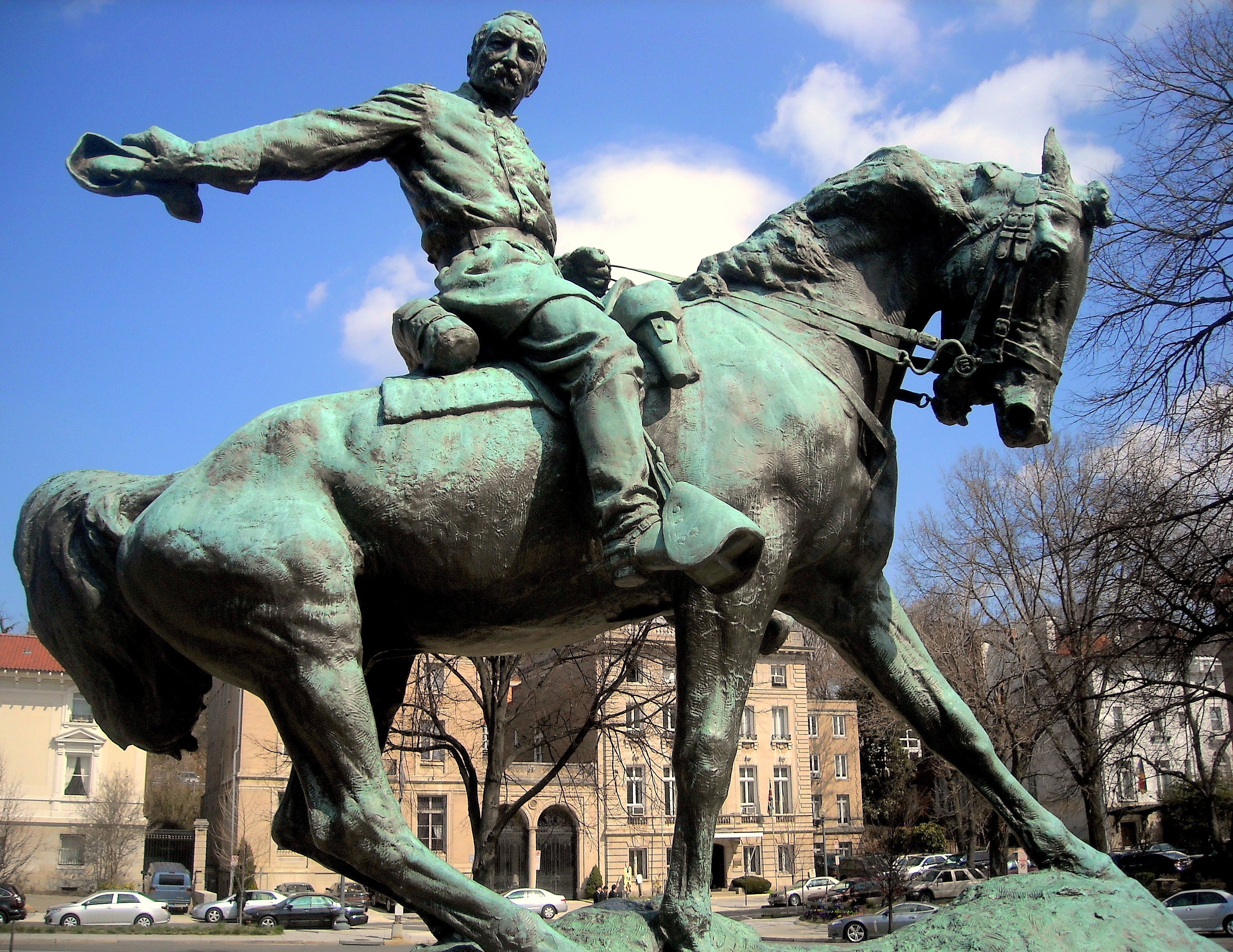
مجسمهٔ «ارتشبد فیلیپ شرایدن» سوار بر اسب، در واشینگتن، دی.سی.
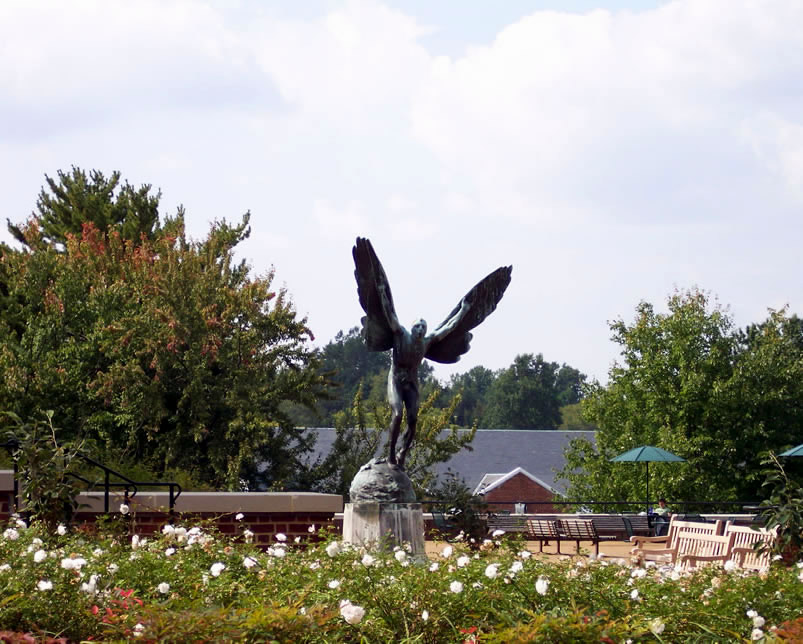
مجسمۀ «هوانورد» در محوطهٔ دانشگاه ویرجینیا در شارلوتزویل، ویرجینیا
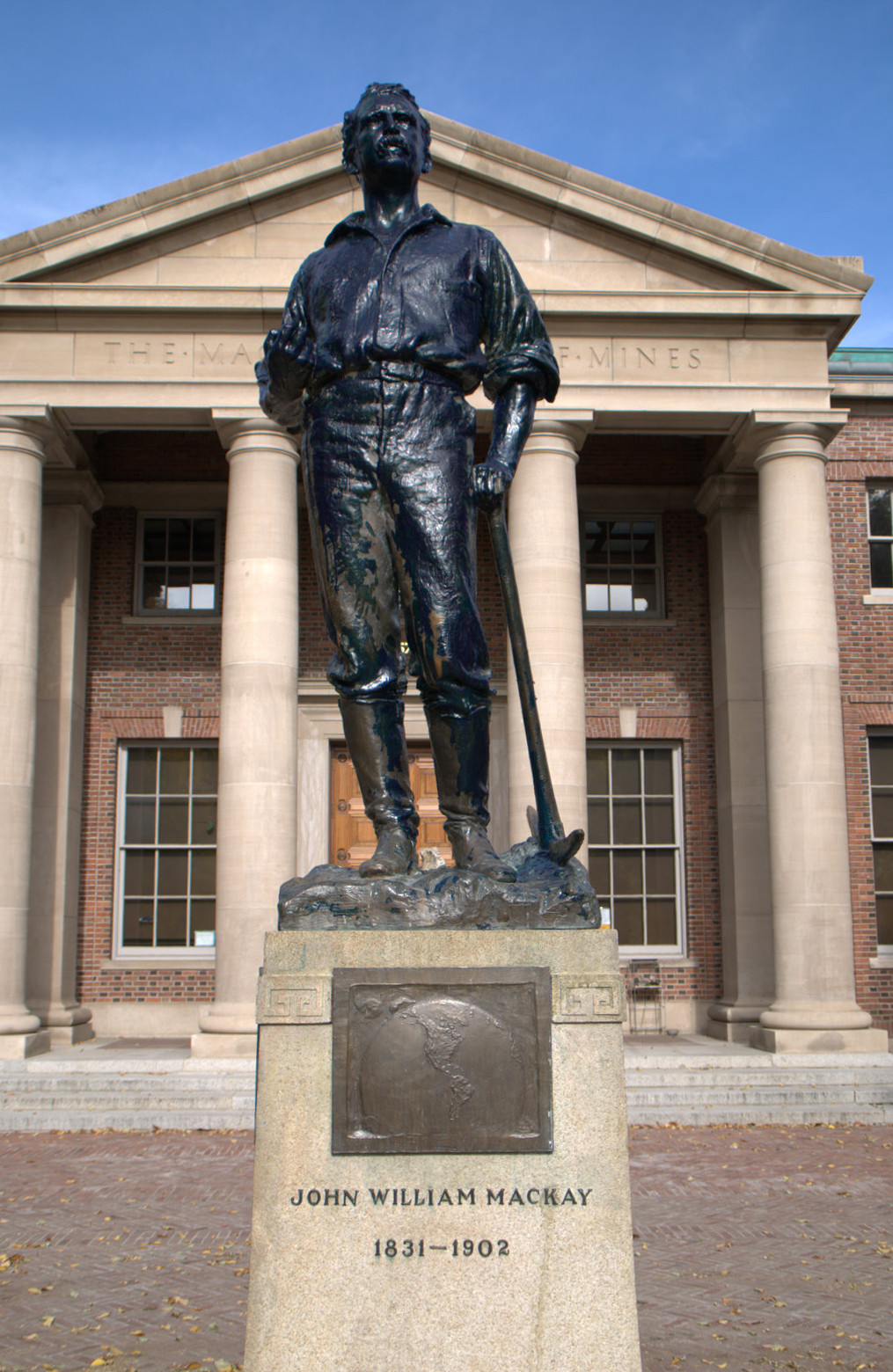
مجسمهٔ «جان ویلیام مک‌کی» در جلوی «دانشکدهٔ مهندسی و زمین‌شناسی مک‌کی» در دانشگاه نوادا در رینو
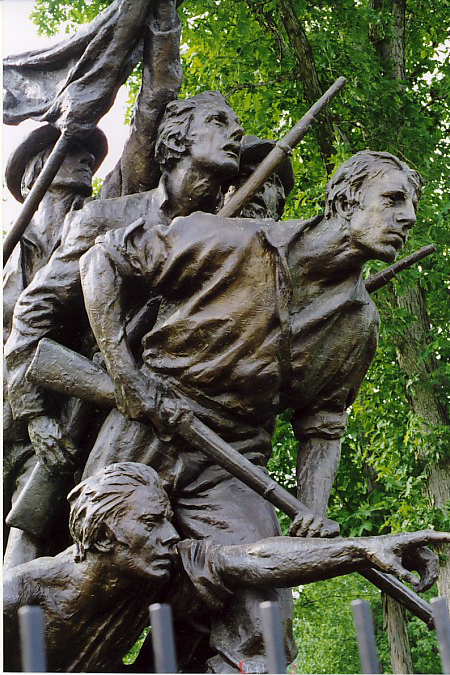
مجسمۀ یادبود «سربازان کارولینای شمالی» در جنوب پنسیلوانیا